# Komorowo Pomorskie
Komorowo Pomorskie – nieczynny przystanek kolejowy w Komorowie, w powiecie łobeskim, w województwie zachodniopomorskim, w Polsce.